# ミツバウツギ科
ミツバウツギ科（ミツバウツギか、Staphyleaceae）は双子葉植物に属する科。熱帯から北半球の温帯にかけて分布する木本、5属60種ほどからなる。日本にはミツバウツギ、ゴンズイ、ショウベンノキの3種がある。
葉は対生、奇数羽状複葉のものが多い。花は両性花で放射相称、5数。子房は上位、2-3心皮からなる。果実は蒴果または分果。
ミツバウツギを山菜として利用することはあるが、経済的な価値はほとんどない。
従来のクロンキスト体系ではムクロジ目ミツバウツギ科としているが、APG植物分類体系では2つの科に分割されている。
Huertea属、Tapiscia属は、フエルテア目タピスキア科に、ゴンズイ属、ミツバウツギ属、ショウベンノキ属はクロッソソマ目ミツバウツギ科に入れている。

## 属
- ゴンズイ属 Euscaphis - ゴンズイ
- Huertea
- ミツバウツギ属 Staphylea - ミツバウツギ
- Tapiscia
- ショウベンノキ属 Turpinia - ショウベンノキ